# Ribeira de Alcântara
A ribeira de Alcântara é uma ribeira de pequena extensão, que nasce na Brandoa, concelho da Amadora, e corre pelos vales da Falagueira, Benfica e de Alcântara para desaguar no Tejo, na freguesia de Alcântara, em Lisboa. É um curso de água que se desenvolve quase exclusivamente em meio urbano.
O troço superior, conhecido como ribeira da Falagueira, corre a céu aberto, tendo sido requalificado em 2005 pela Câmara Municipal da Amadora. Ao longo dele podem encontrar-se algumas hortas urbanas e o Parque Urbano da Ribeira da Falagueira. Na Amadora, já canalizada, atravessa a rua Elias Garcia entre os números 121 e 123 e o Aqueduto das Águas Livres em frente ao n.º 13 da rua das Indústrias (antiga azinhaga do Bosque).
Entra em Lisboa nas Portas de Benfica, passando em sifão invertido sob o túnel da CRIL (Circular Regional Interior de Lisboa), e adquire o nome de ribeira de Benfica. Na zona de Sete Rios recebe na margem esquerda a ribeira do Lumiar, em resultado de uma provável captura fluvial.
No troço final, o vale de Alcântara constitui uma barreira natural entre a cidade de Lisboa e o Parque Florestal de Monsanto vencida, em Campolide, pelo Aqueduto das Águas Livres e mais abaixo pelo Viaduto Duarte Pacheco. Em Alcântara passava a ponte (al-qantara em árabe) que deu o nome à ribeira.
A ribeira está atualmente canalizada em toda a extensão da travessia do concelho de Lisboa, tendo os trabalhos de canalização ficado concluídos em 1967. Haviam-se iniciado ainda no séc.XIX, junto à foz (na epónima ponte) e progrediram para norte entretanto, nomeadamente com a construção da Estação Ferroviária de Alcântara-Terra, concluída em 1887.
Os vales da bacia hidrográfica da ribeira de Alcântara foram de grande importância para a instalação da rede ferroviária na cidade de Lisboa (Linha de Cintura e Linha de Sintra) e dos acessos rodoviários à Ponte 25 de Abril.
É no vale de Alcântara se encontra uma das ETARes que serve a cidade de Lisboa, interceptando adutores de esgoto e de águas pluviais que seguem aproximadamente o perfil de drenagem da bacia da ribeira de Alcântara.

## Galeria de imagens

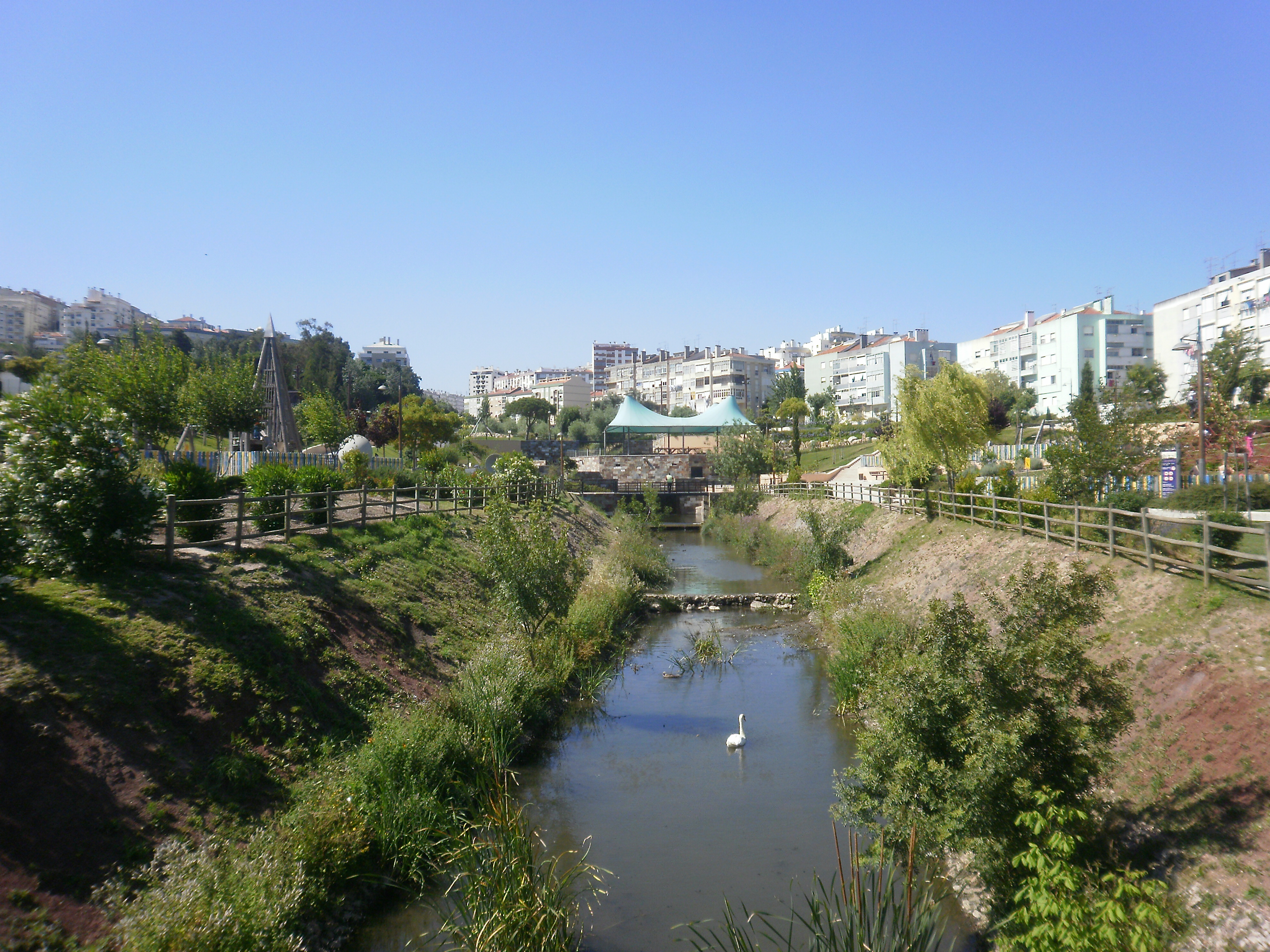
"Parque Urbano da Ribeira da Falagueira"
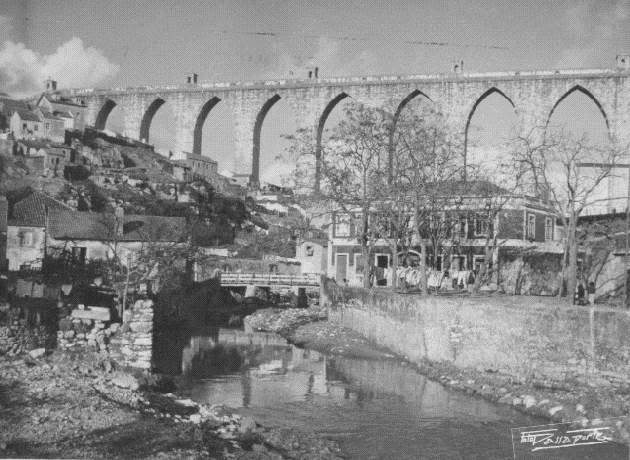
Ribeira de Alcântara em 1912
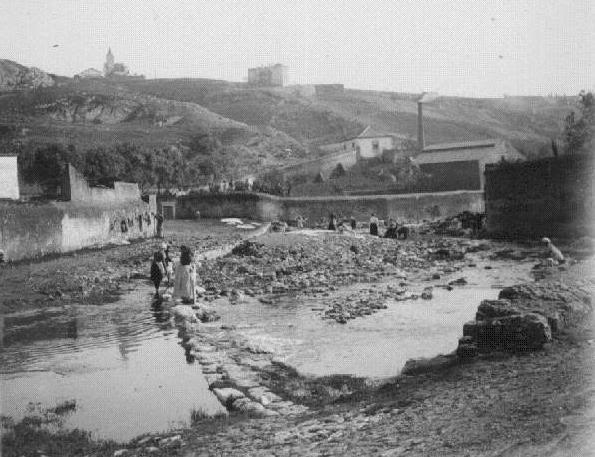
Ribeira de Alcântara em 1912
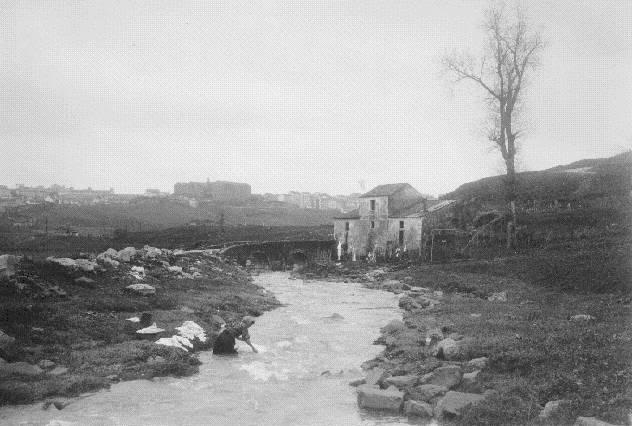
Ribeira de Alcântara em 1912
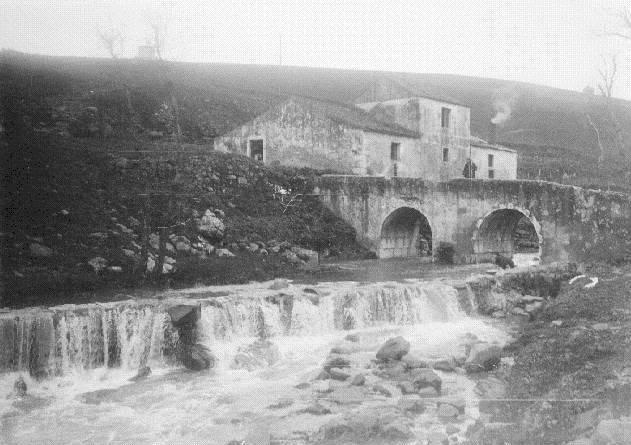
Ribeira de Alcântara em 1912